# Shin-Kiba
Shin-Kiba (jap. 新木場駅 Shin-Kiba-eki) – stacja kolejowa i stacja metra w Kōtō w Japonii.
Obsługuje linię Keiyō, linię tokijskiego metra Yūrakuchō (stacja Y-24) oraz linię Rinkai. Została oddana do użytku 8 czerwca 1988 jako końcowy przystanek linii metra Yūrakuchō. Od 1 grudnia 1988 obsługuje również linię Keiyō, której była początkowo końcową stacją (10 marca 1990 linia została wydłużona do stacji Tōkyō). Od 30 marca 1996 obsługuje również linię Rinkai należącą do prywatnego przewoźnika TWR. Począwszy od 1 grudnia 2002, pociągi linii Saikyō dojeżdżają do stacji Shin-Kiba.